# Dan Attlerud
Dan Ola Attlerud, född 28 maj 1957 i Visby, Gotlands län, är en svensk sångtextförfattare, kompositör och sångare.

## Diskografi

### Album
- 1978 – Annorlunda (solo)
- 1980 – Inför en tid (solo)
- 1984 – Jakten (solo)
- 2006 – Tankarna (Attlerud Band)
- 2012 – Attlerudkarikatyrerna (Attlerud Band)

### Singlar
- 1987 – "Tennis Spirit" (Danne Attleruds Soffgrupp)
- 1989 – "Jag vill inte dansa" (Danne Attlerud)
- 2000 – "Gå inte från mig" (Attlerud Band)
- 2000 – "Högt över mon" (Attlerud Band)
- 2001 – "Fladdrande lakan" (Attlerud Band)
- 2009 – "Bara den som älskar" (Attlerud Band)
- 2011 – "Det är regn inte tårar" (Attlerud Band)
- 2011 – "Galen tid" (Danne Attlerud)
- 2014 – "Life goes on" (Danne Attlerud)
- 2021-"Nu/Now" (Danne Attlerud)
- 2022-"VIKEN" (Danne Attlerud)
- 2024-Vad du tänker (Danne Attlerud)

### Låtar iMelodifestivalen
- "Golden Star" (med Mikael Anderfjärd och Andreas Nordqvist), framförd av Elysion 2006
- "Innan alla ljusen brunnit ut" (med Stefan Woody), framförd av Anna-Maria Espinosa 2010.
- "Live Forever" (med Thomas Thörnholm och Michael Clauss), framförd av Magnus Carlsson 2007.
- "Ready for Me" ( med Lars "Dille" Diedricson och Peter Nordholm), framförd av Rickard Engfors och Katarina Fallholm 2005.
- "Se mig" (med Thomas Thörnholm), framförd av Barbados 2000.
- "Sista andetaget" (med Thomas Thörnholm), framförd av Jan Johansen 2002.
- "Vindarna vänder oss" (med Henrik Sethsson och Pontus Assarsson), framförd av Fame 2004.
- "Älvorna" (med Lars "Dille" Diedricson och Marcos Ubeda), framförd av Sarek 2004.
- "Ödet var min väg" (med Mats Wester), framförd av Nordman 2005.
- "Solen lever kvar hos dig" (med Herbert Trus/Martin Klaman) framförd av Kamferdrops

### Låtar i nationella kval tillEurovision Song Contest
ESC RECORD: 
- 2014: Danmark: "Your lies"/Rebekka Thornbech (2nd)
- 2013: Malta: "Needing you"/Kevin Borg (2nd)  |  Moldavia: "Underestimated"/Diana Staver (semifinal)
- 2010: Sverige: "Innan alla ljusen brunnit ut"/Anna Maria Espinosa (semifinal),  Bulgarien: "Twist&Tango"/Miro (2nd)
- 2009: Norge: "Alt har en mening nå"/Wenche Myhre (semi final)
- 2008: Lettland: "All come together"/Elli U (semi final)
- 2007: Sverige: "Live Forever"/Magnus Carlsson (semi final) | Norge: "Under stjernen"/Malin Schavenius (Siste Chansen) |  Bulgarien: "Higher"/Slavina (Superfinale) | Armenien: "Angel"/Jaklin Tumanyan (semi final)
- 2006: Sverige: "Golden Star"/Elysion (Andra Chansen) | Malta: "I do"/Fabrizio Faniello (musical arranger) (1st)+ ESC Finals (24) | Norge: "Paparazzi World"/Kathrine Strugstad (semi final) | Lettland: "Last Goodbye"/Gain Fast  (2nd)
- 2005: Sverige: "Ödet var min väg"/Nordman (9th) |  "Ready for you"/Rickard Engfors feat. Katarina Fallholm (semi final)
- 2004: Norge: "High"/Knut Anders Sörum (1st) +ESC Finals in Istanbul (24th) | "Vindarna vänder oss"/Fame (7th) |  Älvorna-Sarek (Andra Chansen)
- 2002: Sverige: "Sista Andetaget"/Jan Johansen (6th)
- 2000: Sverige: "Se mig"/Barbados (2nd)

Hello Mello 2024
2024: 4Fun-Get Right Up-Tuva Ähdel, Olivia Chahimi Östmark, Oliver Samil, Sean Kvamme i  gruppen 4Fun tävlar med låten "Get Right Up" skriven av Thomas Thörnholm, Michael Clauss och Danne Attlerud, i deltävling 2, den 3:e november kl.   20.00 i SVT1. 